# Острайкер, Джеремайя
Джеремайя Пол (Джерри) Острайкер (англ. Jeremiah Paul «Jerry» Ostriker; 13 апреля 1937, Нью-Йорк — 6 апреля 2025, там же) — американский теоретик-астрофизик и космолог, основоположник теории тёмного вещества.
Профессор Принстонского университета, его провост в 1995—2001 годах, член НАН США (1974) и Американского философского общества (1994), иностранный член Лондонского королевского общества (2007). Удостоен Национальной научной медали (2000).

## Биография
Из семьи галицийского происхождения, придерживающейся реконструктивистского иудаизма. Окончил Гарвардский университет (бакалавр физики и химии, 1959). Степень доктора философии по астрофизике получил в Чикагском университете в 1964 году под руководством Субраманьяна Чандрасекара. Год провёл в постдокторантуре в Кембриджском университете. С 1965 года преподаватель Принстонского университета, стал там преемником Лаймана Спитцера, с 2012 года эмерит-профессор. В 1974—1995 годах заведовал кафедрой астрофизических наук, в 1979—1995 годах директор университетской обсерватории, затем провост Принстона (по 2001 год), в 2005—2015 годах директор Принстонского института вычислительной науки и инженерии (PICSciE). Также преподавал в Колумбийском университете. В 2001—2003 годах Plumian Professor of Astronomy and Experimental Philosophy в Кембридже. Видный участник Sloan Digital Sky Survey. Воспитал много учеников.
Попечитель Американского музея естественной истории, бывший попечитель и член редколлегии Princeton University Press.
Казначей НАН США в 2008—2016 годах (сменил его Уильям Генри Пресс). Член Королевского астрономического общества Великобритании (1994), Американской академии искусств и наук, Американского астрономического общества, Международного астрономического союза, иностранный член Нидерландской королевской академии наук (1999). Феллоу Американской ассоциации содействия развитию науки.
C 1959 года был женат на поэтессе Алисии Острайкер. У них родилось трое детей: Ребекка, Эва и Габриэль. Как и её отец, Эва Острайкер стала профессором астрофизики в Принстонском университете — в том же 2012 году, когда Джеремайя вышел на пенсию. Скончался у себя дома на Манхэттене 6 апреля 2025 года в возрасте 87 лет.

## Вклад в науку
Автор более 500 научных публикаций в сфере космологии, особо уделял внимание темам, в которых применяются сложные математические вычисления. Основными темами исследований Острайкера были тёмное вещество и тёмная энергия, тепло-горячая межгалактическая среда, формирование галактик, рост чёрных дыр и взаимодействие квазаров с окружающим пространством. Наряду с Ф. Дж. Э. Пиблсом был одним из первых учёных, продемонстрировавших обилие и важную роль тёмного вещества во Вселенной (компьютерная модель представлена в 1972 году). Вместе с Полом Стейнхардтом был одним из создателей современной космологической модели, согласно которой ускорение космологического расширения связано с влиянием тёмной энергии. Вместе с Дж. Э. Ганном и Д. Г. Йорком был инициатором Слоуновского цифрового небесного обзора, обширные данные которого затем были выложены в открытый доступ для научного сообщества.

## Награды и отличия
- Премия Хелены Уорнер Американского астрономического общества (1972)
- Премия Генри Норриса Рассела Американского астрономического общества, его наиболее почётная награда (1980)
- Vainu Bappu Memorial Award, Индийская национальная академия наук (1993)
- Медаль Карла Шварцшильда, высшая награда Астрономического общества Германии (1999)
- Национальная научная медаль (2000)
- Золотая медаль Королевского астрономического общества Великобритании, его высшая награда (2004)
- Медаль Кэтрин Брюс Тихоокеанского астрономического общества (2011)
- Медаль Джеймса Крейга Уотсона НАН США (2012)
- White House Champion of Change (2013)
- Премия Грубера по космологии (2015)
- Почётный доктор Принстонского университета (2017)[12]